# الباتولين
الباتولين هو مركب عضوي يصنف على أنه بوليكيتيد. وهو مسحوق أبيض قابل للذوبان في الماء الحمضي وكذلك في المذيبات العضوية. إنه لاكتون مستقر للحرارة ، لذلك لا يتم تدميره عن طريق البسترة أو التشويه الحراري. ومع ذلك ، يتم تقليل الاستقرار بعد التخمير. وهو سموم فطرية تنتجها مجموعة متنوعة من القوالب ، على وجه الخصوص ، اسبرجيلوس و البنسليوم و بيسوكلاميس. الأكثر شيوعًا في التفاح المتعفن ، بشكل عام يُنظر إلى كمية الباتولين في منتجات التفاح كمقياس لجودة التفاح المستخدم في الإنتاج. بالإضافة إلى ذلك ، تم العثور على الباتولين في الأطعمة الأخرى مثل الحبوب والفواكه والخضروات. إن وجودها منظم للغاية.
التخليق الحيوي والتوليف والتفاعلية :
السلائف المباشرة هي حمض ميثيل الساليسيليك 6.
ايسوبوكسيدون هو إنزيم مهم في التخليق الحيوي متعدد الخطوات للباتولين . يوجد جينها في الفطريات الأخرى التي قد تنتج السم. إنه يتفاعل مع ثاني أكسيد الكبريت ، لذلك قد تكون العوامل المضادة للأكسدة والمضادة للميكروبات مفيدة لتدميره. تنظم مستويات النيتروجين والمنغنيز و مستوى الحموضة
بالإضافة إلى وفرة من الإنزيمات الضرورية مسار التخليق الحيوي للباتولين.

## الإستخدامات
تم استخدام باتولين في الأصل كمضاد حيوي ضد البكتيريا الإيجابية والسالبة ، ولكن بعد عدة تقارير سمية ، لم يعد يستخدم لهذا الغرض. تم عزله من قبل نانسي أتكينسون في عام 1943 ، وقد تم اختباره على وجه التحديد لاستخدامه ضد نزلات البرد. يستخدم الباتولين لامتصاص البوتاسيوم في التطبيقات العملية. أفاد كاشف جيلاني وزملاؤه أن الباتولين يحفز موت خلايا الدم الحمراء الانتحارية تحت التركيزات الفسيولوجية .